# Cariño (La Coruña)
Cariño es una villa, una parroquia y municipio español de la provincia de La Coruña, en Galicia, comarca de Ortegal.
Constituye el municipio número 313 de Galicia y se segregó del concejo de Ortigueira el 21 de enero de 1988.
Según el INE, su población en 2024 era de 3691 habitantes y su densidad de población de 78,7 hab./km².
Cariño se encuentra en el extremo norte de la provincia y limita al oeste con la sierra de la Capelada y al este con la ría de Ortigueira. El cabo Ortegal es su accidente geográfico más destacado, pero también son importantes los acantilados de Vixía de Herbeira —los más altos de España y también de la Europa continental y costera— y la Ruta de los Miradores.

## Geografía

### Sierra de la Capelada
Se eleva en la parte occidental del municipio y desciende cara al océano Atlántico con elevados acantilados, uno de los cuales, el de Herbeira, es considerado el más alto de Europa continental.
Los montes más destacados de la Capelada son:
- Monte Herbeira (613 m)
- Monte Limo (558 m)
- Monte Miranda (545 m)

### Zona oriental
La zona oriental del municipio está formada por el descenso de los montes, de forma suave, cara a la ría de Ortigueira. En esta zona se sitúan todos los núcleos de población del municipio, la mayoría cerca de la ría.

### Ríos
Los seis ríos más importantes del municipio son:
- Río Soutullo
- Río Maguleiro
- Río Sagrón
- Río Lourido
- Río Seixo
- Río de Barreiros

Todos ellos nacen en la sierra de A Capelada y descienden cara al Oriente. Se trata de ríos de aguas por lo general rápidas, y muy cortos.

### El Cabo Ortegal
El punto geográfico más importante del municipio es la Punta dos Aguillóns o Punta Gallada (Cabo Ortegal). Situado en el extremo septentrional del municipio, constituye el punto de división entre el océano Atlántico y el mar Cantábrico.

## Clima
Dentro del territorio municipal, hay también dos áreas bien diferenciadas. En la cima de los montes de la sierra de la Capelada, las precipitaciones son elevadas todo el año (2000 mm); debido a la protección de estos mismos montes, las lluvias se reducen ligeramente en la zona oriental (aproximadamente 1000 mm).
La temperatura media anual se sitúa entre los 13° y los 14°.

## Historia
Los restos encontrados en la Sierra A Capelada evidencian que la zona estaba ya poblada en la época prehistórica: en el monte del Limo se hallaron lascas de sílex, y hay cinco dólmenes (en la Cima de Lodeiro, en la cueva de la Hornacina, en la Cima de la Zarza y dos en el monte de Herbeira). Continuó estando poblada varios milenios más tarde, a juzgar por los castros da Moura, de la Punta del Castro y de Cancela. En San Xiao do Trebo, un pequeño núcleo de población situado al norte de Cariño, se encontraron restos de una villa romana bajo una capilla.
De la Alta Edad Media se conocen varias construcciones, entre ellas A Pena do Castelo de Cariño (en la parroquia de A Pedra), de la que sólo se conservan algunos restos. Ya más adelante, Cariño fue convirtiéndose en un puerto pesquero. En el año 1584, el padrón registra "a 39 vecinos y 124 almas".
A partir del siglo XVII, Cariño se convierte en parte del condado de Santa Marta de Ortigueira.
El carácter pesquero de Cariño se reforzó durante el siglo XIX y principios del siglo XX con la apertura de fábricas de conserva por parte de inmigrantes procedentes de Cataluña y León, una nueva burguesía local a la que se sumaron familias de la comarca y de otros puntos de Galicia.
Especialmente traumáticos para el puerto fueron la galerna de 1887, que ocasionó la destrucción de la mayor parte de la flota pesquera amarrada y varias fábricas situadas a pie de playa. Gracias a la solidaridad de todos los vecinos, los más afectados pudieron salir adelante y el tejido productivo vinculado a la industria conservera de esta villa marinera pudo crecer décadas después. 
Las mudanzas económicas proletarizaron el sector marinero, provocaron el acceso de las mujeres al trabajo y propiciaron el crecimiento de una pequeña burguesía local. El nombre de Cariño no tardó en sumarse, bajo las siglas de la CNT y otras, a la emergencia del sindicalismo marinero al ritmo de los otros enclaves pesqueros del país.
Una vez más, la industria conservera consiguió recuperarse tras la Guerra Civil y atrajo fuertes corrientes migratorias entre los años 40-60. Una nueva generación de marineros con vocación empresarial exploró nuevos caladeros. La flota creció y se modernizó, y el rendimiento vinculado a las especies de altura (merluza, bonito, etc.) permitió notorios avances sociales. Sin embargo, a partir de los años 80, las conserveras irán cerrando, al igual que gran parte de la actividad pesquera, dejando paso a un lento declive económico que va camino de revertirse gracias a la fuerte resiliencia de los habitantes de Cariño y los vientos a favor vinculados a los procesos de reindustrialización, el turismo de calidad y actividades intensivas en conocimiento. 
En el plano social y cultural, surgieron  iniciativas culturales y se incrementó el asociacionismo. Se organizó el Festival de Teatro Galego de Cariño -que acabó siendo de los de mayor renombre en el circuito nacional- y se logró el consenso social y político para conseguir dos centros de enseñanza oficiales y, más tarde, la proclamación del Ayuntamiento independiente el 21 de enero de 1988, al segregarse de Ortigueira.

## Parroquias
Parroquias que forman parte del municipio:

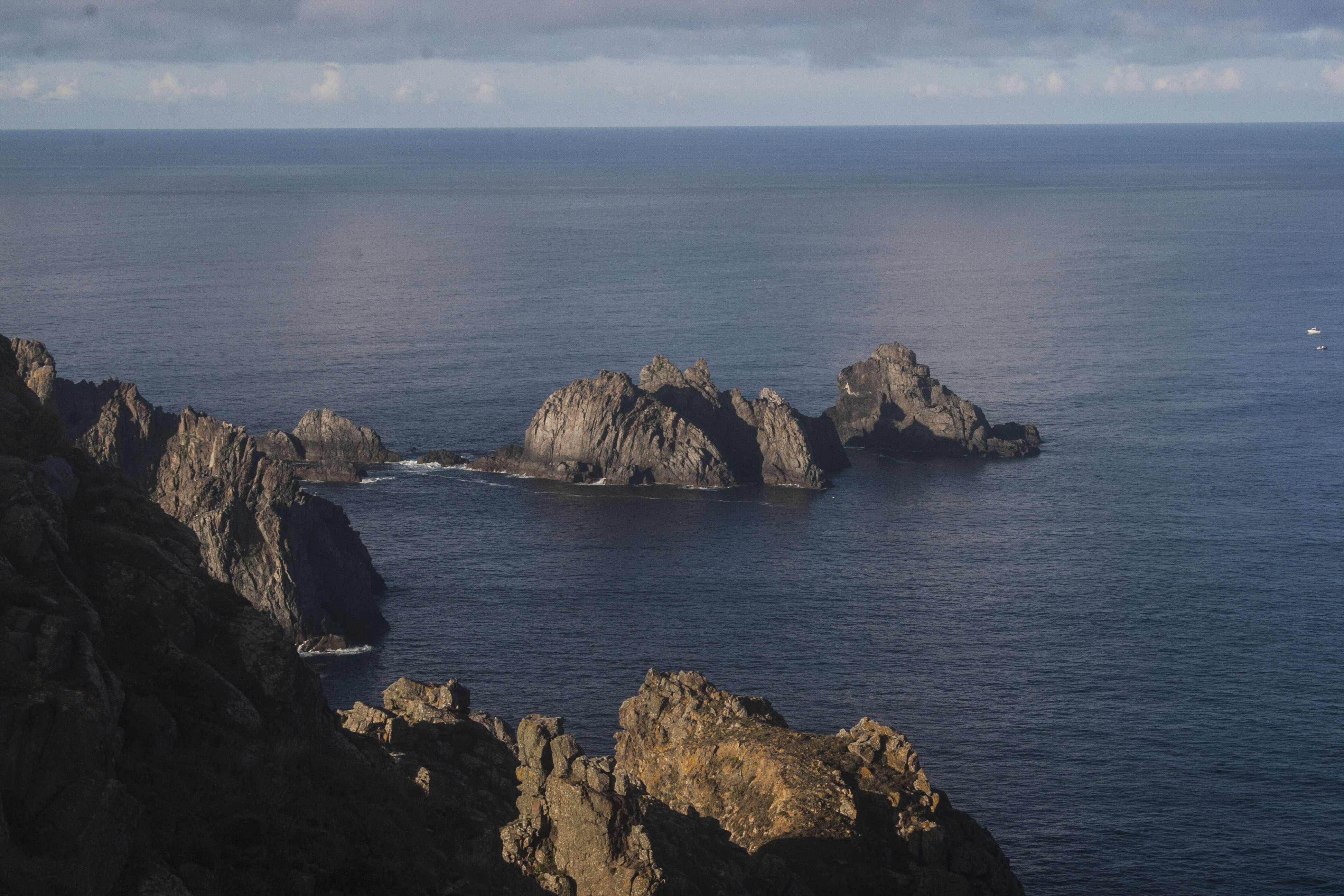
Os Tres Aguillóns

- Cariño (San Bartolomeu)
- Feás (San Pedro)
- Landoy[6]
- Piedra[6]
- Sismundi (Santo Estevo)

## Geografía humana

### Demografía
Cuenta con una población de 3691 habitantes (INE 2024).
| Gráfica de evolución demográfica de Cariño entre 1991 y 2021 |
| |
| Población de derecho según los censos de población del INE Población de hecho según los censos de población del INEEntre el censo de 1991 y el anterior, aparece este municipio porque se segrega del municipio 15061 (Ortigueira) |

### Municipio
| Censo Total (Habitantes) | 3775           |
| Menores de 18 años       | 371 (9.80 %)   |
| Entre 18 e 64 años       | 2142 (56.7 %)  |
| Mayores de 65 años       | 1262 (33.04 %) |

Datos extraídos del Instituto Nacional de estadística.
(Hombres 1855, Mujeres 1908)

### Parroquia y villa
Gráfica demográfica de la villa de Cariño y la parroquia de San Bartolomeu de Cariño, según el INE español:
| Gráfica de evolución demográfica de Cariño (parroquia y villa) entre 2000 y 2020 |
|                                                                                  |
| Datos según el nomenclátor publicado por el INE.                                 |

## Comunicaciones

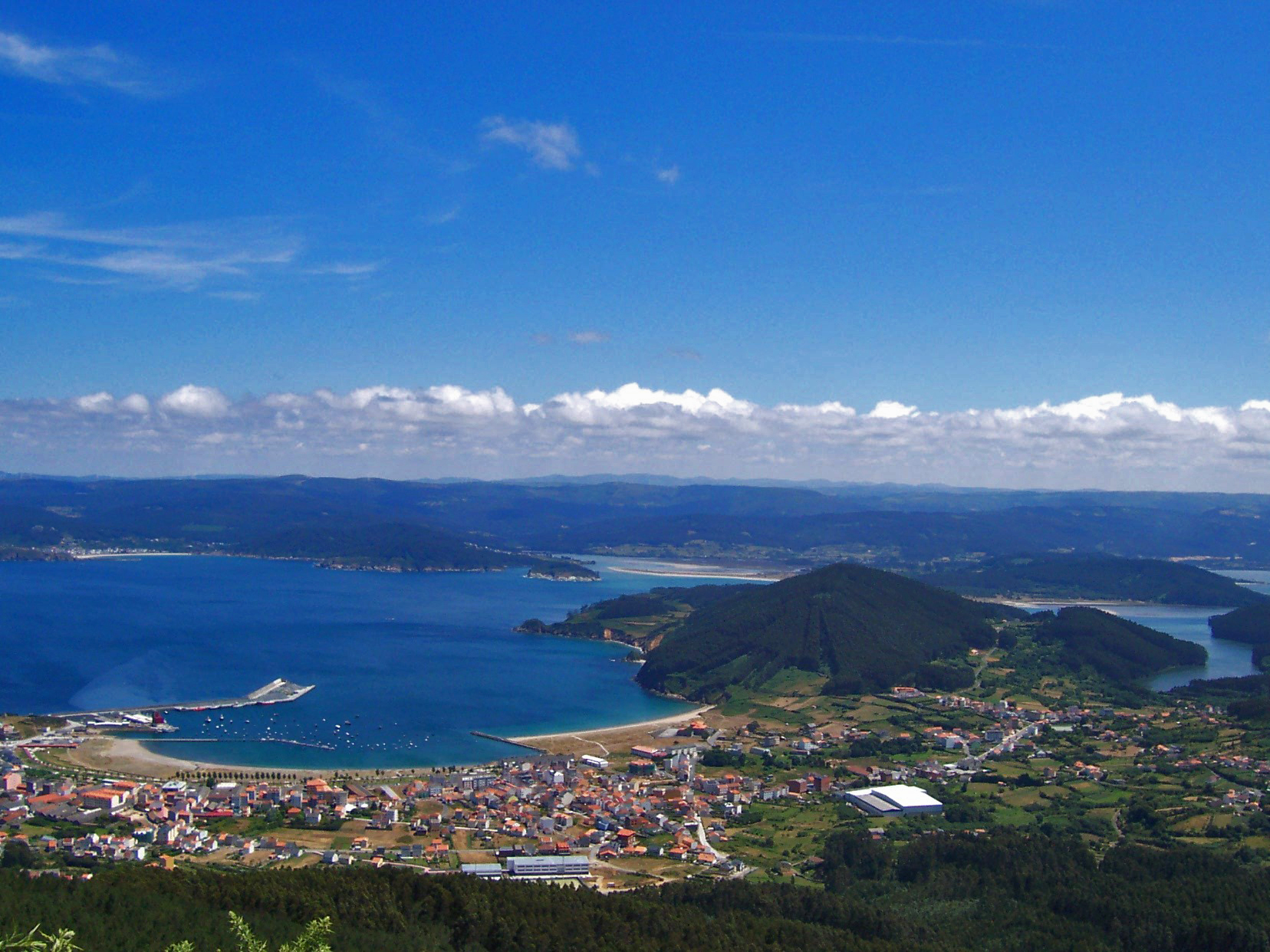
Cariño, La Coruña

La principal carretera de Cariño (CP-6121) lo conecta con Ponte de Mera, en Ortigueira, y transcurre casi al lado de la costa, a través de las parroquias de Feás, Landoi, Sismundi, A Pedra y, finalmente, Cariño. Desde aquí, puede continuarse cara al Cabo Ortegal por una carretera local; de igual forma puede subirse a la sierra de A Capelada mediante dos ramales, uno que parte de Feás y el otro, de A Pedra.

## Economía
El ayuntamiento de Cariño es económicamente activo. Su identidad marinera hace que el sector de mayor importancia cualitativa sea la pesca, cada vez más adaptada a los nuevos tiempos. Destaca en este aspecto, la actividad de los percebeiros. En cuanto a las industrias conserveras, únicamente persiste una, La Pureza.

## Política
Tras la segregación de Ortigueira de las parroquias que constituirían el ayuntamiento de Cariño, en 1988, el socialista José Luis Armada pasó a ser su alcalde, una condición que revalidaría en los comicios locales de 1991. Se abrirían después dos mandatos (de 1995 a 2003) con Fernando Tallón (PP) como nuevo alcalde. Después, en 2003 y 2007 Armada volvería a ser alcalde, en una corporación que, en ambas citas, estuvo compuesta por 5 ediles del PSdeG-PSOE, 4 del PP y 2 del BNG, situación que unió a sendos gobiernos de coalición entre socialistas y nacionalistas.
En 2011 es elegida alcaldesa Mª Purificación Seixido Gómez, del Bloque Nacionalista Gallego (BNG). La corporación municipal se completa con 3 concejales del BNG,4 del PP y 3 del PSdeG-PSOE. En el 2015 el PSdeG-PSOE retoma el gobierno municipal de la mano de José Miguel Alonso Pumar, quien consigue ganar las elecciones al obtener 4 concejales (856 votos, ganando en todas las mesas electorales) frente a los 3 del PP (563 votos), 3 del BNG (539 votos) y 1 de AECA (277 votos).